# 周紫芝
周紫芝（1082年—1155年），字小隱，號竹坡居士。宣城（今属安徽）人, 南宋文學家、官員。

## 生平
少时家贫，勤学不辍，绍兴十二年（1142年）進士。历官枢密院编修，
紹興十七年（1147年）為右迪功郎敕令所刪定官。二十一年四月出京知兴国军（今湖北阳新县），为政简静，晚年隱居九江庐山。工於诗，不引典故，谀颂秦桧父子，为时论所嘲。约卒於绍兴末年。

## 家族
有子周畴。

## 著作
著有《太仓稊米集》、《竹坡诗话》、《竹坡词》。